# Wilton (Maine)
Wilton è un comune degli Stati Uniti d'America, situato nello Stato del Maine, nella contea di Franklin.